# Kuggsören
Inte att blanda ihop med Kuggören, som är en ö vid Hornslandet i Hudiksvall.
Kuggsören är en ö i Finland. Den ligger i Bottenhavet och i kommunen Närpes i den ekonomiska regionen  Sydösterbotten i landskapet Österbotten, i den västra delen av landet. Ön ligger omkring 58 kilometer söder om Vasa och omkring 340 kilometer nordväst om Helsingfors.
I omgivningarna växer i huvudsak blandskog. Kuggsören har Långvikfjärden i norr, Kallbådan och fastlandet i öster, Nordanhällorna och Slantstenen i sydöst, Rörgrundgrynnorna i sydväst samt Rörgrund i väster. Kuggsören har vägförbindelse med fastlandet via Kallbådan, samt med Rörgrund och Rörgrundgrynnorna.
Inlandsklimat råder i trakten. Årsmedeltemperaturen i trakten är 2 °C. Den varmaste månaden är juli, då medeltemperaturen är 16 °C, och den kallaste är januari, med −12 °C.